# Микстат
Микстат (пол. Mikstat, нем. Mixtadt)  —  город  в Польше, входит в Великопольское воеводство,  Остшешувский повят.  Имеет статус городско-сельской гмины. Занимает площадь 2,49 км². Население 1895 человек (на 2007 год).

## История

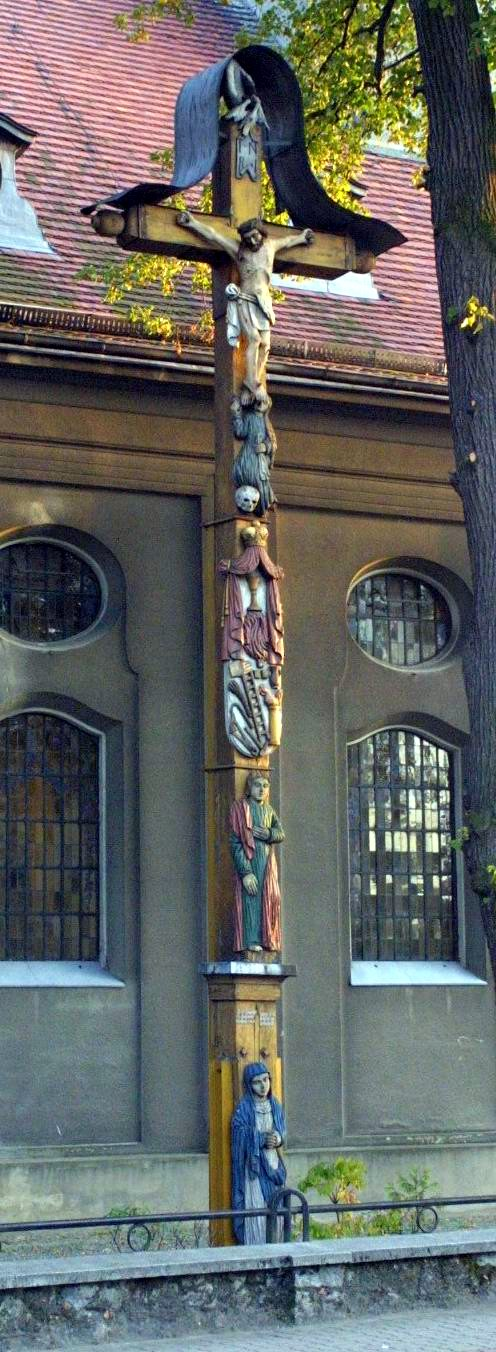
Микстат